# 창궁의 묘
《창궁의 묘》(일본어: 蒼穹の昴 소큐노스바루[*], 중국어 간체자: 苍穹之昴, 병음: Cāng qióng zhī mǎo 창총즈마오[*])는 아사다 지로가 1996년에 발표한 장편 소설이자, 이를 원작으로 하는 일본 및 중국 공동 제작의 텔레비전 드라마이다.

## 등장 인물
- 다나카 유코(田中裕子): 서태후(西太后) 역
- 여소군(余少群): 이춘운(李春雲) 역
- 은도(殷桃): 수안고륜공주(壽安固倫公主) 역
- 주일위(周一围): 양문수(梁文秀) 역
- 장보(张博): 광서제(光緖帝) 역
- 장멍(张檬): 진비(珍妃) 역